# Polygyrodus
Polygyrodus es un género extinto de peces óseos que vivió durante la época del Cretácico.